# 고창 문수사 석조승상
고창 문수사 석조승상(高敞 文殊寺 石造僧像)은 대한민국 전북특별자치도 고창군 문수사 문수전에 있는 고려시대의 석상이다. 2002년 11월 15일 전라북도의 문화재자료 제181호로 지정되었다.

## 참고 자료
- 문수사석조승상 - 국가유산청 국가유산포털